# シャアバーン
シャアバーン (شعبان)もしくはシャバーンとは、ヒジュラ暦における8番目の月である。シャアバーンは語根 شعب（Š-ʿ-B、分岐する）が示すように、「離散の月」という意味であり、散り散りになって水を探す異教徒のアラブ人の習慣に由来している。シャアバーンの月の15日は「シャビ・バラットゥ (Shab-i-Barat)」もしくは「シャベ・バラート (Shab-e-Barat)」と呼ばれる「運命の夜」であり、ムハンマドが彼の信者たちに対して、アッラーフによって来年1年間の人々の運命が記される夜であると語った日だと信じられている。

## 時期
イスラーム暦は新月の後初めに三日月が見られた日をその月の始めとする太陰暦であるため太陽暦よりも1年の長さが11から12日短く、シャアバーンの時期は季節を通じて移動する。近年のシャアバーンの初日および最終日は以下の通りである（サウジアラビアのUmm al-Quraカレンダーに基づく）。
| 西暦 | ヒジュラ暦 | 初日    | 最終日  |
| ---- | ---------- | ------- | ------- |
| 2011 | 1432       | 7月1日  | 8月1日  |
| 2012 | 1433       | 6月21日 | 7月20日 |
| 2013 | 1434       | 6月11日 | 7月9日  |
| 2014 | 1435       | 5月31日 | 6月28日 |
| 2015 | 1436       | 5月20日 | 6月18日 |
| 2016 | 1437       | 5月8日  | 6月5日  |
| 2017 | 1438       | 4月28日 | 5月26日 |
| 2018 | 1439       | 4月17日 | 5月15日 |
| 2019 | 1440       | 4月6日  | 5月5日  |
| 2020 | 1441       | 3月25日 | 4月23日 |
| 2021 | 1442       | 3月14日 | 4月12日 |
| 2022 | 1443       | 3月4日  | 4月1日  |
| 2023 | 1444       | 2月21日 | 3月22日 |

## イスラームの出来事
- シャアバーン月1日 ザイナブ・ビント・アリー（英語版）誕生
- シャアバーン月3日 フサイン・イブン・アリー誕生
- シャアバーン月4日 アッバース・イブン・アリー（英語版）誕生
- シャアバーン月5日 アリー・ザイヌルアービディーン誕生
- シャアバーン月5日 ファーティマの侍女であったHazrat Fizzaの死
- シャアバーン月7日 アル・カシム・イブン・ハサン（英語版）誕生
- シャアバーン月11日 アリー・アル・アクバル・イブン・フサイン（英語版）誕生
- シャアバーン月15日 スンニ派イスラーム教徒に良く見られる「Laylatul Bara’ah」もしくは「Laylatun Nisfe min Sha’ban」としても知られる「運命の夜」
- シャアバーン月15日 最後のイマームであるムハンマド・ムンタザル誕生